# Distretto di Davst
Il distretto di Davst è uno dei diciannove distretti (sum) in cui è suddivisa la provincia dell'Uvs, in Mongolia. Conta una popolazione di 1.570 abitanti (censimento 2014). 